# ピエール＝ローラン・エマール
ピエール＝ローラン・エマール（Pierre-Laurent Aimard, 1957年9月9日 - ）は、フランスのピアニスト。

## 略歴
リヨン生まれ。地元の音楽院に通い、後にイヴォンヌ・ロリオに師事する。1973年にパリ音楽院で室内楽演奏により褒賞される。同年、オリヴィエ・メシアン国際コンクール優勝。1977年にブーレーズの招きで、アンサンブル・アンテルコンタンポランの創設メンバーに名を連ねる。ブーレーズのほか、小澤征爾、ズービン・メータ、シャルル・デュトワ、プレヴィン、アンドルー・デイヴィス、デイヴィッド・ロバートソンらの指揮者と共演する。20歳でシカゴ交響楽団と共演し、アメリカデビューを果たした。2017年エルンスト・フォン・ジーメンス音楽賞受賞。

## レパートリー
現代音楽の関係者として特に有名で、ブーレーズの『レポン』（Répons）、シュトックハウゼンの『ピアノ小品第14番』（Klavierstück XIV）、リゲティの『練習曲』などを演奏した。ジョージ・ベンジャミンやマルコ・ストロッパら年下の作曲家の作品も取り上げている。近年では、アーノンクール指揮によるベートーヴェンのピアノ協奏曲全集の録音で、現代音楽の愛好家以外からも注目を浴びた。近年テルデックでも録音を行い、なかでもメシアンの『トゥーランガリラ交響曲』は絶賛を博している。